# Agön-Kråkön
Agön-Kråkön este o arie protejată (arie specială de conservare — SAC, sit de importanță comunitară — SCI, arie de protecție specială avifaunistică — SPA) din Suedia întinsă pe o suprafață de 4.622,3 ha, integral pe uscat.

## Localizare
Centrul sitului Agön-Kråkön este situat la coordonatele 61°32′40″N 17°23′21″E / 61.5445°N 17.3891°E.

## Înființare
Situl Agön-Kråkön a fost declarat sit de importanță comunitară în iulie 2000 pentru a proteja 7 specii de animale. Alte tipuri de protecție:
- arie de protecție specială avifaunistică (în ianuarie 2002)[2]
- arie specială de conservare (în martie 2011)[1][3][4]

## Biodiversitate
Situată în ecoregiunile boreală și marină baltică, aria protejată conține 9 habitate naturale: Păduri fino-scandinave bogate în ierburi cu Picea abies, Mlaștini împădurite, Taiga vestică, Vegetație perenă pe țărmurile stâncoase, Insulițe și insule mici din Baltica boreală, Lacuri și iazuri distrofice naturale, Păduri caducifoliate de mlaștină fino-scandinave, Mlaștini turboase de tranziție și turbării mișcătoare, Păduri naturale în etape succesive primare ale suprafețelor emergente de coastă.
La baza desemnării sitului se află mai multe specii protejate:
- păsări (6): ciocănitoare neagră (Dryocopus martius), pescăriță mare (Sterna caspia), chiră de baltă (Sterna hirundo), Sterna paradisaea, cocoșul de mesteacăn (Tetrao tetrix tetrix),  cocoș de munte (Tetrao urogallus)
- mamifere (1): Halichoerus grypus